# Sennely
Sennely är en kommun i departementet Loiret i regionen Centre-Val de Loire strax norr Frankrikes mitt. Kommunen ligger i kantonen La Ferté-Saint-Aubin som tillhör arrondissementet Orléans. År 2022 hade Sennely 680 invånare.

## Befolkningsutveckling
Antalet invånare i kommunen Sennely
| Referens: INSEE |